# Ville
För andra betydelser, se Ville (olika betydelser).
Ville är ett mansnamn men också en kortform för Vilhelm, William och Vilgot. Namnet Ville är på plats 51 (av 100) bland pojkar födda 2008 i Sverige.
I den finlandssvenska namnsdagslängden har Ville namnsdag 6 april sedan 2015.

## Varianter
- Wille
- Willie

## Personer med namnet Ville
- Ville Aaltonen, finländsk bandyspelare
- Wille Crafoord, svensk musiker
- Ville Itälä, finländsk politiker
- Otto Ville Kuusinen, finländsk kommunist
- Ville Laihiala, finländsk sångare
- Ville Luho, finländsk arkeolog
- Ville Peltonen, finländsk ishockeyspelare
- Wille Toors, svensk spelman
- Ville Valo, finländsk sångare
- Ville Viljanen, finländsk fotbollsspelare
- Ville Virtanen, finländsk skådespelare
- Ville Wallén, svensk musiker
- Willie Weberg, svensk konstnär

### Fiktiva figurer
- Ville Vessla
- Ville, författaren i Ville (tecknad serie)